# Rio Piancó
Rio Piancó är ett periodiskt vattendrag i Brasilien.   Det ligger i delstaten Paraíba, i den östra delen av landet, 1 500 km nordost om huvudstaden Brasília.
Omgivningarna runt Rio Piancó är huvudsakligen savann. Runt Rio Piancó är det ganska glesbefolkat, med 43 invånare per kvadratkilometer.